# Calderón, Morelos
Calderón är en ort i Mexiko.   Den ligger i kommunen Cuautla och delstaten Morelos, i den sydöstra delen av landet, 70 km söder om huvudstaden Mexico City. Calderón ligger 1 317 meter över havet och antalet invånare är 795.
Terrängen runt Calderón är kuperad norrut, men söderut är den platt. Runt Calderón är det mycket tätbefolkat, med 1 056 invånare per kvadratkilometer. Närmaste större samhälle är Cuautla Morelos, 7,0 km sydost om Calderón. Omgivningarna runt Calderón är en mosaik av jordbruksmark och naturlig växtlighet.